# Valdez (Aljaška)
Valdez je město v USA, ležící ve státě Aljaška. Patří mezi nejvýznamnější aljašské přístavy. Podle odhadu z roku 2006 zde žilo 3996 obyvatel. Město je po silnici vzdáleno od Anchorage 490 km, od Fairbanksu 585 km.
Nachází se zde ropný terminál (Valdez oil terminal) vybudovaný na konci transaljašského ropovodu, který funguje od roku 1977. Terminál je zde umístěn proto, že Valdez jako jeden z mála aljašských přístavů nikdy nezamrzá. Do tankerů se v něm přečerpává ropa z aljašských nalezišť a je převážena na zpracování do rafinerií v jiných státech USA.